# Smytniańskie Turnie

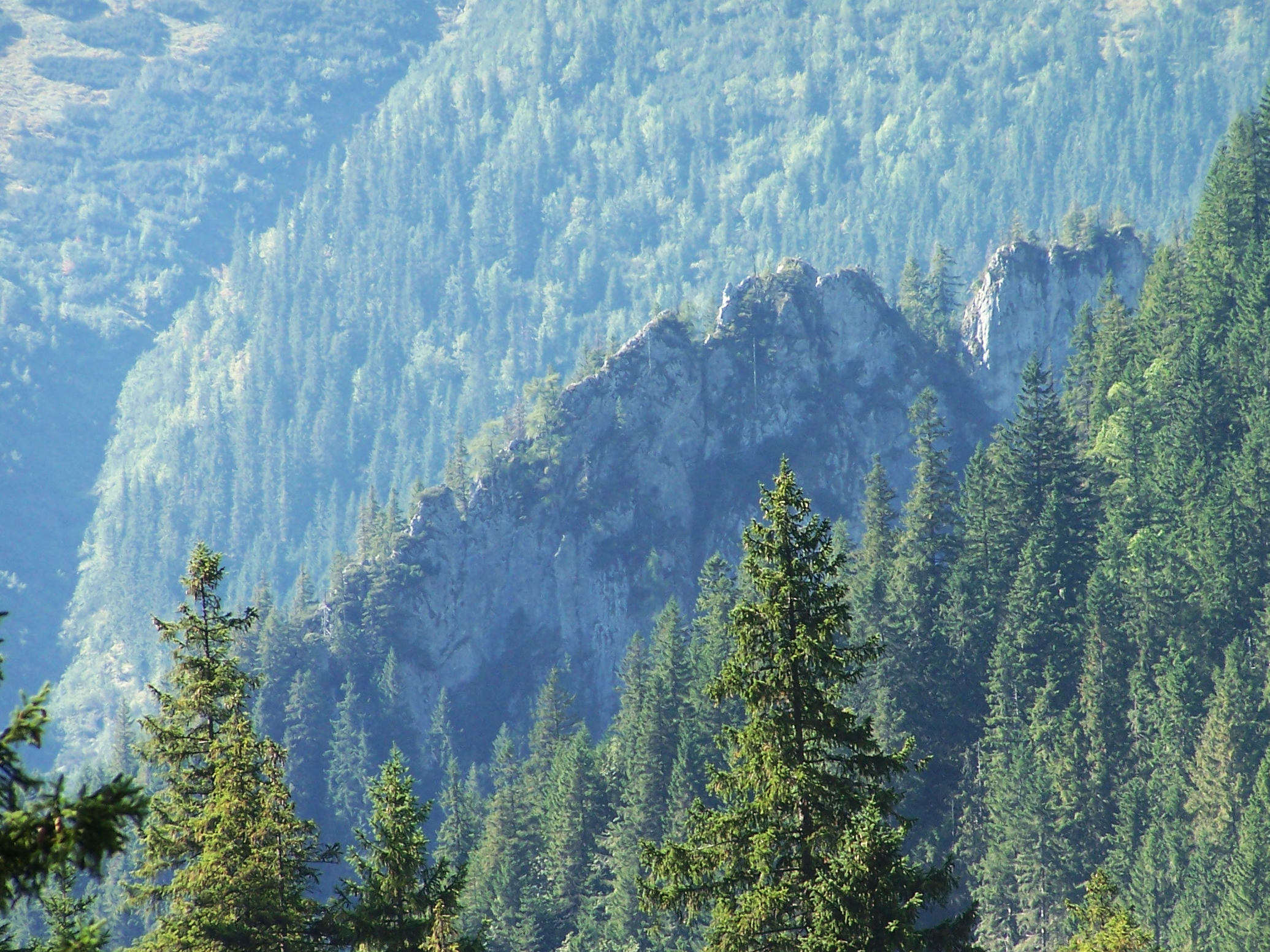
Smytniańskie Turnie – widok z Polany Pisanej

Smytniańskie Turnie albo Panienki – turnie wznoszące się od południowej strony nad wejściem do Doliny Smytniej w Dolinie Kościeliskiej w Tatrach Zachodnich. Wznoszące się ponad lasem Smytniańskie Turnie stanowią zakończenie zbiegającej w kierunku południowo-wschodnim grani Kominiarskiego Wierchu zwanej Smytniańską Granią. Grań ta oddziela Dolinę Smytnią od Dolinki Iwanowskiej. Nazwa Panienki nawiązuje do ich bardzo smukłej sylwetki – tworzą cienki grzebień skalny o bardzo stromo opadających południowych i północnych ścianach.
W Smytniańskich Turniach znajduje się jaskinie: Szczelina w Smytniej i Kominki w Panienkach Smytniańskich.